# Подквасени джибри
Подквасването на джибрите е процес, използван в дестилационната промишленост, при който се използва материал от по-стара партида джибра, за да се започне ферментация на нова партида, аналогична на приготвянето на квасен хляб със стартер. Терминът може да се използва и като наименование на вида на кашата/джибрата, използвана в този процес, а бърбън уискито, приготвено с този процес, може да бъде наричано кисела каша (на английски: sour mash). „Кисела каша“ не се отнася до вкуса на бърбъна.